# 沙上站 (韩国铁道公社)
沙上站（：／ Sasang yeok */?）是京釜線沿線的一座鐵路車站，位于韓國釜山廣域市沙上区掛法洞，有無窮花號列車停靠。伽倻線由此站岔出。

## 車站結構
2面4線雙島式月台。

### 月台配置
| ↑龜浦                           |
| １２ \| ３４ \|                 |
| 釜山（京釜線）↓/釜田（伽倻線）↓ |

| 月台 | 路線   | 類別     | 目的地                                       |
| ---- | ------ | -------- | -------------------------------------------- |
| 1、2 | 京釜線 | 無窮花號 | 東大邱、大田、首爾、順天、光州松汀、木浦方向 |
| 3    | 京釜線 | 無窮花號 | 釜山方向                                     |
| 4    | 伽倻線 | 無窮花號 | 釜田方向                                     |

## 历史
- 1928年11月1日，落成使用。
- 1958年10月30日，新站舍竣工。
- 2006年11月15日，货运业务停止。

## 相鄰車站
韓國鐵道公社
京釜線
無窮花號
龜浦－沙上－釜山
伽倻線
無窮花號
龜浦－沙上－釜田